# Dwight Jones
Dwight Elmo Jones (Houston, Texas; 27 de febrero de 1952-The Woodlands, Texas; 25 de julio de 2016) fue un baloncestista estadounidense que jugó diez temporadas en la NBA. Con 2,08 metros de altura, lo hacía en la posición de ala-pívot.

## Trayectoria deportiva

### Universidad
Jugó durante tres temporadas con los Cougars de la Universidad de Houston, en las que promedió 17,6 puntos y 13,7 rebotes por partido.

### Selección nacional
Fue convocado con la selección de baloncesto de Estados Unidos para disputar los Juegos Olímpicos de Múnich 1972, participando por tanto en aquella polémica final que acabó con el triunfo de la Unión Soviética en el último segundo. Allí jugó en nueve partidos, en los que promedió 9,2 puntos por partido.

### Profesional
Fue elegido en la novena posición del Draft de la NBA de 1973 por Atlanta Hawks, y también por los The Floridians en el Draft de la ABA, equipo que desapareció, obteniendo sus derechos los Indiana Pacers eligiendo la primera opción. En los Hawks jugó 3 temporadas, siendo la más destacada la 74-75, en la que promedió 10,4 puntos y 9, 3 rebotes por partido, segundo del equipo en este último aspecto, tras John Drew.
Nada más finalizar la temporada 1975-76 fue traspasado, junto con una futura primera ronda del draft a Houston Rockets, a cambio de Gus Bailey y Joe Meriweather. En los Rockets lograría la titularidad en su segunda temporada con el equipo, logrando su mejor marca de anotación como profesional, 10,6 puntos por partido. Pero dos años más tarde fue despedido por su equipo, fichando poco después como agente libre por Chicago Bulls. Allí se repartió los minutos en cancha con Dave Greenwood, hasta que en febrero de 1983 fue traspasado a Los Angeles Lakers a cambio de una segunda ronda del draft. Allí acabó la temporada como suplente de Kurt Rambis, marchándose al finalizar la misma a la liga italiana, para jugar una última temporada con el Bic Trieste, donde promedió 16,0 puntos y 9,9 rebotes por partido.

## Estadísticas de su carrera en la NBA

### Temporada regular
| Temporada | Edad | Equipo             | Liga | P   | TIT | MIN  | TC  | TCA  | %TC  | 3P  | 3PA | %3P   | TL  | TLA | %TL  | R.OF. | R.DEF. | REB | ASIS | ROB | TAP | PER | FP  | PTS  |
| 1973-74   | 21   | Atlanta Hawks      | NBA  | 74  |     | 19.6 | 3.2 | 6.8  | .474 |     |     |       | 1.6 | 2.1 | .744 | 2.0   | 4.2    | 6.1 | 1.2  | 0.4 | 0.9 |     | 2.7 | 8.0  |
| 1974-75   | 22   | Atlanta Hawks      | NBA  | 75  |     | 27.8 | 4.3 | 10.0 | .430 |     |     |       | 1.8 | 2.4 | .721 | 3.1   | 6.1    | 9.3 | 2.0  | 0.7 | 0.7 |     | 3.0 | 10.4 |
| 1975-76   | 23   | Atlanta Hawks      | NBA  | 66  |     | 26.7 | 3.8 | 8.2  | .463 |     |     |       | 2.5 | 3.3 | .744 | 2.6   | 5.3    | 7.9 | 1.3  | 0.8 | 0.9 |     | 3.2 | 10.1 |
| 1976-77   | 24   | Houston Rockets    | NBA  | 74  |     | 16.7 | 2.3 | 4.6  | .494 |     |     |       | 1.4 | 1.7 | .802 | 1.3   | 2.5    | 3.8 | 0.6  | 0.5 | 0.3 |     | 2.4 | 5.9  |
| 1977-78   | 25   | Houston Rockets    | NBA  | 82  |     | 30.2 | 4.2 | 9.5  | .445 |     |     |       | 2.2 | 2.8 | .777 | 2.6   | 5.2    | 7.8 | 1.3  | 0.9 | 0.5 | 2.0 | 3.2 | 10.6 |
| 1978-79   | 26   | Houston Rockets    | NBA  | 81  |     | 15.0 | 2.2 | 4.9  | .458 |     |     |       | 1.2 | 1.6 | .727 | 1.4   | 2.7    | 4.0 | 0.7  | 0.4 | 0.3 | 1.3 | 2.5 | 5.7  |
| 1979-80   | 27   | TOTAL              | NBA  | 74  |     | 19.6 | 3.5 | 6.8  | .508 | 0.0 | 0.0 |       | 2.0 | 2.7 | .726 | 1.5   | 3.4    | 5.0 | 1.4  | 0.4 | 0.6 | 1.6 | 2.8 | 8.9  |
| 1979-80   | 27   | Houston Rockets    | NBA  | 21  |     | 13.2 | 2.4 | 5.7  | .420 | 0.0 | 0.0 |       | 1.3 | 1.7 | .750 | 1.5   | 2.0    | 3.4 | 0.5  | 0.2 | 0.2 | 1.0 | 2.3 | 6.0  |
| 1979-80   | 27   | Chicago Bulls      | NBA  | 53  |     | 22.1 | 3.9 | 7.3  | .535 | 0.0 | 0.0 |       | 2.2 | 3.1 | .721 | 1.6   | 4.0    | 5.6 | 1.7  | 0.5 | 0.7 | 1.9 | 3.0 | 10.1 |
| 1980-81   | 28   | Chicago Bulls      | NBA  | 81  |     | 19.4 | 3.0 | 6.3  | .483 | 0.0 | 0.0 |       | 1.5 | 2.0 | .776 | 1.6   | 3.4    | 5.0 | 1.2  | 0.5 | 0.4 | 1.6 | 2.5 | 7.6  |
| 1981-82   | 29   | Chicago Bulls      | NBA  | 78  | 18  | 26.2 | 3.9 | 7.3  | .530 | 0.0 | 0.0 | 1.000 | 2.2 | 3.1 | .723 | 2.0   | 4.5    | 6.5 | 1.5  | 0.6 | 0.5 | 2.0 | 2.8 | 10.0 |
| 1982-83   | 30   | TOTAL              | NBA  | 81  | 2   | 14.4 | 1.8 | 4.0  | .455 | 0.0 | 0.0 | .000  | 1.0 | 1.5 | .642 | 1.0   | 2.8    | 3.8 | 0.8  | 0.4 | 0.3 | 1.2 | 2.1 | 4.6  |
| 1982-83   | 30   | Chicago Bulls      | NBA  | 49  | 2   | 13.7 | 1.8 | 3.9  | .446 | 0.0 | 0.0 |       | 1.0 | 1.5 | .627 | 1.1   | 2.8    | 4.0 | 0.8  | 0.4 | 0.3 | 1.3 | 1.8 | 4.5  |
| 1982-83   | 30   | Los Angeles Lakers | NBA  | 32  | 0   | 15.3 | 1.9 | 4.1  | .470 | 0.0 | 0.0 | .000  | 1.0 | 1.5 | .667 | 0.9   | 2.7    | 3.6 | 0.7  | 0.4 | 0.3 | 1.1 | 2.6 | 4.9  |
| Total     |      |                    | NBA  | 766 | 20  | 21.5 | 3.2 | 6.8  | .471 | 0.0 | 0.0 | .500  | 1.7 | 2.3 | .740 | 1.9   | 4.0    | 5.9 | 1.2  | 0.6 | 0.5 | 1.6 | 2.7 | 8.1  |

### Playoffs
| Temporada | Edad | Equipo             | Liga | P  | MIN | TCA | TC  | 3PA | 3P | TLA | TL | R.OF. | REB | ASIS | ROB | TAP | PER | FP | PTS | %TC  | %3P | %FT   | MIN  | PTS  | REB | AST |
| 1976-77   | 24   | Houston Rockets    | NBA  | 12 | 246 | 28  | 63  |     |    | 18  | 23 | 13    | 51  | 15   | 8   | 3   |     | 32 | 74  | .444 |     | .783  | 20.5 | 6.2  | 4.3 | 1.3 |
| 1978-79   | 26   | Houston Rockets    | NBA  | 2  | 33  | 7   | 13  |     |    | 6   | 6  | 4     | 12  | 3    | 1   | 4   | 6   | 3  | 20  | .538 |     | 1.000 | 16.5 | 10.0 | 6.0 | 1.5 |
| 1979-80   | 27   | Houston Rockets    | NBA  | 6  | 70  | 11  | 18  | 0   | 0  | 6   | 9  | 8     | 22  | 4    | 0   | 2   | 4   | 8  | 28  | .611 |     | .667  | 11.7 | 4.7  | 3.7 | 0.7 |
| 1980-81   | 28   | Chicago Bulls      | NBA  | 6  | 217 | 29  | 61  | 0   | 0  | 17  | 17 | 18    | 59  | 11   | 5   | 3   | 16  | 21 | 75  | .475 |     | 1.000 | 36.2 | 12.5 | 9.8 | 1.8 |
| 1982-83   | 30   | Los Angeles Lakers | NBA  | 7  | 59  | 5   | 16  | 0   | 0  | 2   | 5  | 4     | 12  | 0    | 1   | 0   | 5   | 11 | 12  | .313 |     | .400  | 8.4  | 1.7  | 1.7 | 0.0 |
| Total     |      |                    | NBA  | 33 | 625 | 80  | 171 | 0   | 0  | 49  | 60 | 47    | 156 | 33   | 15  | 12  | 31  | 75 | 209 | .468 |     | .817  | 18.9 | 6.3  | 4.7 | 1.0 |